# Convocazioni alla Grand Champions Cup maschile 2009
Elenco dei giocatori convocati per la Grand Champions Cup 2009.

## Brasile
| N° | Nome                | Ruolo | Data di nascita  | Squadra          |
| -- | ------------------- | ----- | ---------------- | ---------------- |
| -  | Bernardo de Rezende | All   | 25 agosto 1959   | Rio de Janeiro   |
| 1  | Bruno de Rezende    | P     | 2 luglio 1986    | Cimed            |
| 3  | Éder Carbonera      | C     | 19 ottobre 1983  | Cimed            |
| 5  | Sidnei dos Santos   | C     | 9 luglio 1982    | Sesi             |
| 6  | Leandro Vissotto    | S/O   | 30 aprile 1983   | Trentino         |
| 7  | Gilberto de Godoy   | S     | 23 dicembre 1976 | Pinheiros        |
| 8  | Murilo Endres       | S     | 3 maggio 1981    | Sesi             |
| 9  | Théo Lopes          | S/O   | 31 agosto 1983   | Suntory Sunbirds |
| 10 | Sérgio dos Santos   | L     | 15 ottobre 1975  | BVC              |
| 11 | Thiago Alves        | S     | 26 luglio 1986   | Cimed            |
| 12 | João Paulo Tavares  | S     | 30 marzo 1983    | Cimed            |
| 14 | Rodrigo Santana     | C     | 17 aprile 1979   | Pinheiros        |
| 16 | Lucas Saatkamp      | C     | 6 marzo 1986     | Cimed            |
| 17 | Marlon Yared        | P     | 27 luglio 1977   | BVC              |

## Cuba
| N° | Nome               | Ruolo | Data di nascita   | Squadra          |
| -- | ------------------ | ----- | ----------------- | ---------------- |
| -  | Orlando Samuels    | All   | -                 | -                |
| 1  | Wilfredo León      | S     | 31 luglio 1993    | Santiago de Cuba |
| 4  | Yoandy Leal        | S     | 31 agosto 1988    | Sada             |
| 6  | Keibel Gutiérrez   | L     | 6 maggio 1987     | Villa Clara      |
| 7  | Osmany Camejo      | C     | 18 febbraio 1983  | Ciudad Habana    |
| 8  | Rolando Cepeda     | S     | 13 marzo 1989     | Sancti Spíritus  |
| 9  | Michael Sánchez    | S     | 5 giugno 1986     | Ciudad Habana    |
| 12 | Henry Bell         | S     | 27 luglio 1982    | Santiago de Cuba |
| 13 | Roberlandy Simón   | C     | 11 giugno 1987    | Ciudad Habana    |
| 14 | Raydel Hierrezuelo | P     | 14 luglio 1987    | Ciudad Habana    |
| 17 | Odelvis Dominico   | C     | 6 maggio 1977     | Ciudad Habana    |
| 18 | Yosmany Díaz       | P     | 8 gennaio 1988    | Ciudad Habana    |
| 19 | Fernando Hernández | S/O   | 11 settembre 1989 | Ciudad Habana    |

## Egitto
| N° | Nome                | Ruolo | Data di nascita  | Squadra  |
| -- | ------------------- | ----- | ---------------- | -------- |
| -  | Antonio Giacobbe    | All   | -                | -        |
| 1  | Hamdy Awad          | S     | 14 aprile 1972   | Al-Ahly  |
| 2  | Abdalla Ahmed       | P     | 10 ottobre 1983  | Al-Arabi |
| 3  | Mohamed Gabal       | -     | 21 gennaio 1984  | El Gaish |
| 4  | Ahmed Abdelhay      | S     | 19 agosto 1984   | Al-Ahly  |
| 5  | Abdellatif Ahmed    | C     | 13 agosto 1983   | Al-Ahly  |
| 6  | Wael Alaydy         | L     | 8 dicembre 1971  | Zamalek  |
| 7  | Ashraf Abouelhassan | P     | 17 maggio 1975   | Zamalek  |
| 8  | Saleh Youssef       | S     | 25 luglio 1982   | Zamalek  |
| 9  | Rashad Atia         | -     | 2 settembre 1986 | Zamalek  |
| 11 | Ahmed Afifi         | S     | 30 marzo 1988    | Zamalek  |
| 13 | Mohamed Badawy      | S     | 11 gennaio 1986  | Zamalek  |
| 14 | Ahmed Elshikh       | C     | 19 luglio 1988   | Zamalek  |
| 16 | Mohamed Seif Elnasr | S     | 5 settembre 1983 | Zamalek  |
| 19 | Mohamed Moawad      | L     | 26 agosto 1987   | Al-Ahly  |

## Giappone
| N° | Nome                | Ruolo | Data di nascita | Squadra            |
| -- | ------------------- | ----- | --------------- | ------------------ |
| -  | Tatsuya Ueta        | All   | -               | -                  |
| 1  | Osamu Tanabe        | L     | 10 aprile 1979  | Toray Arrows       |
| 2  | Yūta Abe            | P     | 8 agosto 1981   | Toray Arrows       |
| 4  | Yusuke Matsuta      | C     | 31 ottobre 1982 | Panasonic Panthers |
| 5  | Daisuke Usami       | P     | 29 marzo 1979   | Panasonic Panthers |
| 7  | Yusuke Inoue        | L     | 5 agosto 1983   | Sakai Blazers      |
| 10 | Daisuke Yako        | S     | 7 ottobre 1988  | JT Thunders        |
| 11 | Yoshihiko Matsumoto | C     | 7 gennaio 1981  | Sakai Blazers      |
| 13 | Kunihiro Shimizu    | S     | 11 agosto 1986  | Panasonic Panthers |
| 14 | Tatsuya Fukuzawa    | S     | 1º luglio 1986  | Panasonic Panthers |
| 15 | Takaaki Tomimatsu   | C     | 20 luglio 1984  | Toray Arrows       |
| 16 | Yūsuke Ishijima     | S     | 9 gennaio 1984  | Sakai Blazers      |
| 18 | Yūta Yoneyama       | S     | 29 agosto 1984  | Toray Arrows       |
| 19 | Shiro Furuta        | S     | 29 gennaio 1988 | Hosei Daigaku      |
| 20 | Takuya Yasunaga     | C     | 27 marzo 1990   | Tōkai Daigaku      |

## Iran
| N° | Nome               | Ruolo | Data di nascita   | Squadra           |
| -- | ------------------ | ----- | ----------------- | ----------------- |
| -  | Hossein Madani     | All   | -                 | -                 |
| 1  | Adel Gholami       | C     | 9 febbraio 1986   | Saipa             |
| 4  | Saeid Marouf       | P     | 20 ottobre 1985   | Kalleh Mazandaran |
| 6  | Mohammad Mousavi   | C     | 22 agosto 1987    | Giti Pasand       |
| 7  | Hamzeh Zarini      | S     | 18 ottobre 1985   | Kalleh Mazandaran |
| 9  | Alireza Nadi       | C     | 2 settembre 1980  | Kalleh Mazandaran |
| 10 | Mohssen Andalib    | S     | 17 luglio 1983    | Paykan            |
| 11 | Arash Sadeghiany   | S     | 15 febbraio 1985  | Petrochimi        |
| 13 | Mehdi Mahdavi      | P     | 13 febbraio 1984  | Paykan            |
| 14 | Arash Keshavarzi   | S     | 16 febbraio 1987  | Azad University   |
| 15 | Arash Kamalvand    | S     | 11 maggio 1989    | Paykan            |
| 16 | Abdolreza Alizadeh | L     | 19 febbraio 1987  | Urmia             |
| 18 | Mohammad Kazem     | S     | 28 settembre 1985 | Paykan            |

## Polonia
| N° | Nome               | Ruolo | Data di nascita   | Squadra              |
| -- | ------------------ | ----- | ----------------- | -------------------- |
| -  | Daniel Castellani  | All   | 22 marzo 1961     | -                    |
| 1  | Piotr Nowakowski   | C     | 18 dicembre 1987  | AZS Częstochowa      |
| 2  | Grzegorz Łomacz    | P     | 1º ottobre 1987   | Jastrzębski Węgiel   |
| 4  | Daniel Pliński     | C     | 10 dicembre 1978  | Skra Bełchatów       |
| 6  | Bartosz Kurek      | S     | 29 agosto 1988    | Skra Bełchatów       |
| 7  | Jakub Jarosz       | S/O   | 10 febbraio 1987  | ZAKSA                |
| 9  | Zbigniew Bartman   | S/O   | 4 maggio 1987     | Gazprom-Jugra        |
| 10 | Marcel Gromadowski | S/O   | 19 dicembre 1985  | Paris                |
| 12 | Paweł Woicki       | P     | 19 giugno 1983    | Łuczniczka Bydgoszcz |
| 14 | Michał Ruciak      | P     | 22 agosto 1983    | ZAKSA                |
| 15 | Piotr Gacek        | L     | 16 settembre 1978 | Skra Bełchatów       |
| 16 | Krzysztof Ignaczak | L     | 15 maggio 1978    | Asseco Resovia       |
| 17 | Michał Bąkiewicz   | C     | 22 marzo 1981     | Skra Bełchatów       |
| 18 | Marcin Możdżonek   | C     | 9 febbraio 1985   | Skra Bełchatów       |